# Japan Ice Hockey League 1990/91
Die Saison 1990/91 war die 25. Spielzeit der Japan Ice Hockey League, der höchsten japanischen Eishockeyspielklasse. Meister wurden zum insgesamt zwölften Mal in der Vereinsgeschichte die Ōji Eagles. Topscorer mit 56 Punkten wurde Motoki Ebina vom Kokudo Ice Hockey Club.

## Modus
In der Regulären Saison absolvierte jede der sechs Mannschaften insgesamt 30 Spiele. Die beiden Erstplatzierten spielten anschließend in einer Best-of-Five-Serie den Meister unter sich aus. Für einen Sieg erhielt jede Mannschaft zwei Punkte, bei einem Unentschieden einen Punkt und bei einer Niederlage null Punkte.

## Reguläre Saison

### Tabelle
|    | Team                                | GP | W  | L  | T | GF  | GA  | Pts |
| -- | ----------------------------------- | -- | -- | -- | - | --- | --- | --- |
| 1. | Kokudo Ice Hockey Club              | 30 | 22 | 8  | 0 | 156 | 77  | 44  |
| 2. | Ōji Eagles                          | 30 | 20 | 8  | 2 | 145 | 87  | 42  |
| 3. | Jūjō Papaer Kushiro Ice Hockey Club | 30 | 16 | 13 | 1 | 106 | 102 | 33  |
| 4. | Snow Brand Ice Hockey Club          | 30 | 14 | 14 | 2 | 103 | 99  | 30  |
| 5. | Seibu Prince Rabbits                | 30 | 12 | 16 | 2 | 83  | 103 | 26  |
| 6. | Furukawa Ice Hockey Club            | 30 | 2  | 27 | 1 | 51  | 176 | 5   |

GP = Spiele, W = Siege, L = Niederlagen, T = Unentschieden

## Finale
- Ōji Eagles – Kokudo Ice Hockey Club 3:2 Siege (4:2, 4:5, 2:4, 2:1 n. V., 4:3)

### Topscorer
| Spieler            | Team   | Tore | Assists | Punkte |
| ------------------ | ------ | ---- | ------- | ------ |
| Motoki Ebina       | Kokudo | 27   | 29      | 56     |
| Norio Suzuki       | Ōji    | 26   | 26      | 52     |
| Toshiyuki Sakai    | Kokudo | 24   | 24      | 48     |
| Hikomi Senuma      | Kokudo | 18   | 23      | 41     |
| Toshiyuki Yajima   | Ōji    | 19   | 12      | 31     |
| Hiroshi Hikigi     | Ōji    | 10   | 21      | 31     |
| Akihito Sugisawa   | Ōji    | 11   | 16      | 27     |
| Yuji Iga           | Kokudo | 14   | 12      | 26     |
| Atsuo Kudoh        | Kokudo | 8    | 17      | 25     |
| Fumihiro Takahashi | Seibu  | 10   | 15      | 25     |
| Takayuki Ueno      | Seibu  | 8    | 17      | 25     |

## Auszeichnungen
- Most Valuable Player – Norio Suzuki, Ōji Eagles
- Rookie of the Year – Yujiro Nakajimaya, Kokudo Ice Hockey Club

## All-Star-Team
| Tor          | Kenji Shinda (Kokudo) | Kenji Shinda (Kokudo) | Kenji Shinda (Kokudo) | Kenji Shinda (Kokudo) | Kenji Shinda (Kokudo)    | Kenji Shinda (Kokudo)    |
| Verteidigung | Yasuhiro Honma (Ōji)  | Yasuhiro Honma (Ōji)  | Yasuhiro Honma (Ōji)  | Atsuo Kudoh (Kokudo)  | Atsuo Kudoh (Kokudo)     | Atsuo Kudoh (Kokudo)     |
| Sturm        | Norio Suzuki (Ōji)    | Norio Suzuki (Ōji)    | Motoki Ebina (Kokudo) | Motoki Ebina (Kokudo) | Toshiyuki Sakai (Kokudo) | Toshiyuki Sakai (Kokudo) |